# Silvério de Abranches de Lemos e Menezes
Silvério de Abranches Coelho de Lemos e Menezes CvA • MPCE (Carregal do Sal, Cabanas (hoje Cabanas de Viriato), 21 de Julho de 1848 – Viseu, 6 de Junho de 1924) foi um oficial superior português, nomeadamente director da Escola Prática de Engenharia, em Tancos, criada em 1886, passando à reserva em 1901 como general de brigada (duas estelas) graduado, ocupando então em Viseu o cargo de provedor da Santa Casa da Misericórdia.

## Biografia
Silvério de Abranches de Lemos e Menezes era major de Engenharia quando a 13 de Fevereiro de 1889 foi nomeado director da Escola Regimental Prática de Engenharia, cargo que ocupou até 13 de Fevereiro de 1892, sendo o segundo director e comandante desta escola, criada em 1886.
A 27 de Abril de 1891 foi nomeado comandante da Companhia de Caminhos de Ferro do Regimento de Engenharia e, por inerência, membro da Comissão de Guerra, posto que só assumiu quando abandonou a direcção da Escola Prática e que ocupou até 14 de Abril de 1893. Foi depois sub-inspector de Engenharia da 2ª Divisão Militar (3 de Fevereiro de 1894) e inspector do Serviço de Engenharia do Comando Militar dos Açores (25 de Setembro de 1899), posto em que, nomeadamente, superintendeu às obras relacionadas com o cativeiro de Gungunhana.
Foi cavaleiro da Ordem de Avis (8 de Abril de 1885) e condecorado com a Medalha de Prata de Comportamento Exemplar (3 de Novembro de 1885).
Alistou-se com 17 anos, como voluntário, a 28 de Julho de 1865. Três anos depois, como "alferes aluno", matriculou-se a 13 de Outubro de 1868 na Universidade de Coimbra, onde tirou o bacharelato em Matemática e a licenciatura em Filosofia a 16 de Julho de 1872.
Ingressou de seguida na Escola do Exército, onde se licenciou em Engenharia, saindo alferes de Engenharia efectivo a 27 de Dezembro de 1876. Foi depois tenente (30 de Dezembro de 1876), capitão (31 de Outubro de 1884) e major (21 de Outubro de 1895), passando à reserva como general de brigada graduado (16 de Novembro de 1901).
Em 1881 e 1882 estava destacado no Comando Militar de Coimbra, como tenente de Engenharia, quando fez o orçamento e projecto de obras do quartel de Infantaria desta cidade.
Foi senhor das quintas de Santo Ivo, Carreira Alta e Rio de Loba, e da casa do Soar, todas em Viseu, cidade onde viveu desde criança e onde faleceu. Após passar à reserva, foi em Viseu provedor da Santa Casa da Misericórdia.

## Família

Armas (Abranches, Cardoso, Lemos e Menezes) usadas por Silvério de Abranches de Lemos e Menezes, na pedra do portão da quinta da Carreira Alta. Outra idêntica está no portão da sua quinta de Santo Ivo.

O General Eng. Silvério de Abranches de Lemos e Menezes era filho do comendador Silvério Augusto de Abranches Coelho e Moura e de sua mulher D. Maria Efigénia de Souza de Lemos e Menezes de Noronha, e neto materno do Dr. João Victorino de Sousa e Albuquerque.
Casou em Viseu em 1876 com D. Cristiana Augusta Barbosa de Carvalho (1860-1941), filha única de António Barbosa de Carvalho, senhor das quintas da Carreira Alta (Oliveira de Barreiros, São João de Lourosa) e de Rio de Loba, e sobrinha do Dr. José Barbosa de Carvalho, advogado, escrivão da Santa Casa da Misericórdia de Viseu, que durante muitos anos foi comissário geral da Polícia de Viseu, ambos filhos do Dr. Francisco de Almeida Barbosa, advogado e juiz nesta cidade.
O General Eng.º Silvério de Abranches foi pai do advogado e genealogista Silvério Abranches e avô materno do advogado e deputado António Abranches de Soveral, do professor e filósofo Eduardo Abranches de Soveral e da pianista Hélia Abranches de Soveral. Era tio paterno de António Eduardo de Azevedo Abranches, juiz conselheiro do Supremo Tribunal Administrativo e governador civil de Braga; tio materno de Joaquim José de Andrade e Silva Abranches, ministro das Obras Públicas e Comunicações, também oficial superior de Engenharia; e tio-avô materno de José Estêvão de Abranches Couceiro do Canto Moniz, ministro das Comunicações (1968).